# Жусинайте, Вайда
Вайда Жусинайте (лит. Vaida Žūsinaitė; род. 13 января 1988, Алитус) — литовская легкоатлетка, специалистка по бегу на длинные дистанции, марафону и стипль-чезу. Выступает за сборную Литвы по лёгкой атлетике с 2009 года, участница ряда крупных международных соревнований, в том числе летних Олимпийских игр в Рио-де-Жанейро.

## Биография
Вайда Жусинайте родилась 13 января 1988 года в городе Алитус Литовской ССР.
Впервые заявила о себе в лёгкой атлетике в сезоне 2006 года, выиграв чемпионат Литвы в беге на 5000 метров и 3000 метров с препятствиями. В последующие годы ещё неоднократно становилась чемпионкой национального первенства на пяти тысячах метрах.
В 2009 году на дистанциях 5000 и 10 000 метров стартовала на домашнем чемпионате Европы в Каунасе, показав десятый и девятый результаты соответственно.
Будучи студенткой, в 2011 году отправилась представлять страну на летней Универсиаде в Шэньчжэне, где в дисциплинах 5000 и 10 000 метров заняла 12 и 9 места.
В 2012 году вошла в основной состав литовской национальной сборной и выступила в беге на 3000 метров с препятствиями на чемпионате Европы в Хельсинки. Тем не менее, не смогла пройти здесь дальше предварительных квалификационных забегов.
В 2013 году в стипль-чезе была восьмой на Универсиаде в Казани, отметилась выступлением на командном чемпионате Европы в Гейтсхеде.
В 2014 году одержала победу на домашнем Вильнюсском марафоне.
В 2015 году финишировала четвёртой на Ганноверском марафоне, была девятой на полумарафоне в Варшаве.
Выполнив олимпийский квалификационный норматив 2:45:00, удостоилась права защищать честь страны на летних Олимпийских играх 2016 года в Рио-де-Жанейро — в программе женского марафона показала время 2:35:53 и расположилась на 38 строке итогового протокола.
После Олимпиады в Рио Жусинайте осталась в составе легкоатлетической команды Литвы и продолжила принимать участие в крупнейших международных соревнованиях. Так, в 2017 году она заняла 45 место в марафоне на чемпионате мира в Лондоне, показала 33 результат на Кубке Европы по бегу на 10 000 метров в Минске.
В 2018 году заняла 43 место в марафоне на чемпионате Европы в Берлине и 87 место на чемпионате мира по полумарафону в Валенсии